# Karol Bajorek
Karol Marceli Bajorek (ur. 16 stycznia 1906 w Krakowie, zm. 1 września 1980 w Żywcu) – polski piłkarz, trener.

## Życiorys
Bajorek był wychowankiem Polonii Kraków, w której występował w 1922–1924. W 1925 roku trafił do Wisły Kraków, dla której grał przez dwanaście lat. W sezonie 1927 oraz 1928 został mistrzem, natomiast w sezonie 1930, 1931 i 1936 wicemistrzem Polski. W 1926 roku Bajorek zdobył Puchar Polski, który był rozgrywany po raz pierwszy w historii. Wisła pokonała w finale Spartę Lwów (2:1, 5 kwietnia 1926 roku). W 1929 roku Bajorek wystąpił w nieoficjalnym spotkaniu reprezentacji Polski przeciwko Czechosłowacji (2:2, 4 sierpnia 1929 roku). 
Po zakończeniu kariery piłkarskiej był trenerem KSZO Ostrowca Świętokrzyskiego, Koszarawy Żywiec, Czarnych Żywiec, Siły Żywiec oraz instruktorem w Węgierskiej Górce. W latach 1954–1957 pełnił funkcję Przewodniczącego Podokręgu Żywiec.